# Rebecca Holden
Rebecca Holden (Dallas, Texas, 12 juni 1958) is een Amerikaans actrice, zangeres en entertainer. Holden speelde April Curtis in het tweede seizoen van Knight Rider.
Holden startte haar muziekcarrière aan de universiteit van Noord-Texas, waar ze afstudeerde in zang en piano. Ze verhuisde vervolgens naar New York om daar verder te studeren. In New York werd ze ontdekt door een talentenscout, waarna ze op covers verscheen van magazines en verschillende commercials deed. Ze vertrok naar Hollywood, alwaar ze in 1980 een gastrol speelde in de populaire sitcom Three's Company. Een jaar later had ze een kleine maar memorabele gastrol in de serie Barney Miller. Dit leidde tot haar rol als April Curtis in Knight Rider.
Gedurende de jaren 90 concentreerde Holden zich meer en meer op haar zangcarrière. Ze heeft internationaal getoerd. Ook heeft ze veel werk verricht voor liefdadigheidsorganisaties.
Ze trouwde in 1981 met Bob Vassallo, maar de twee zijn inmiddels weer gescheiden.

## Filmografie
- B.A.D. Cats Televisieserie -
- Three's Company Televisieserie - Bunny/Twinkie (Afl., A Crowded Romance, 1980)
- House Calls Televisieserie - Jan Howard (Afl., Tenants, Anyone?, 1981)
- Happy Days Televisieserie - Lola (Afl., If You Knew Rosa, 1981)
- The Love Boat Televisieserie - Mona (Afl., The Trigamist/Jealousy/From Here to Maternity, 1981)
- Magnum, P.I. Televisieserie - Laura Frasier (Afl., Missing in Action, 1981)
- Enos Televisieserie - Rol onbekend (Afl., The Moonshiners, 1981)
- Barney Miller Televisieserie - Wendy McWilliams (Afl., Paternity, 1981)
- Taxi Televisieserie - Christine Longworth (Afl., Tony's Lady, 1982)
- Too Close for Comfort Televisieserie - Susan Andrews (Afl., Seventh Month Blues, 1982)
- Quincy, M.E. Televisieserie - Kirsten McKenzie (Afl., The Last of Leadbottom, 1982)
- Police Squad! Televisieserie - Stella (Afl., Rendezvous at Big Gulch (Terror in the Neighborhood), 1982)
- T.J. Hooker Televisieserie - Lynn Hartman (Afl., Second Chance, 1982)
- Dirty Hero (1982) - Christene Adams
- Matt Houston Televisieserie - Dr. Carol Master (Afl., Here's Another Fine Mess, 1983)
- Matt Houston Televisieserie - Sharon Dardis (Afl., Heritage, 1983)
- The Master Televisieserie - Laura Crane (Afl., Failure to Communicate, 1984)
- Knight Rider Televisieserie - April Curtis (24 afl., 1983-1984)
- Mike Hammer Televisieserie - Barbara Rainey (Afl., Catfight, 1984)
- Night Court Televisieserie - Mary Korchak (Afl., Monkey Business, 1986)
- Remington Steele Televisieserie - Windsor Thomas (Afl., Steele in the Spotlight, 1986)
- General Hospital Televisieserie - Elena Cosgrove (Afl. onbekend, 1987)
- The Sisterhood (1988) - Alee
- CBS Summer Playhouse Televisieserie - Vanessa (Afl., Sniff, 1988)
- Loverboy (1989) - Anchovy Woman
- Twenty Dollar Star (1991) - Lisa
- The Hollywood Beach Murders (1992) - Jamie
- Foolish (1999) - Rebecca de serveerster
- Lycanthrope (1999) - Sheila Stein
- Knight Chills (DVD, 2001) - Newscaster
- Outlaw Prophet (2001) - Molly
- Jane Doe: The Wrong Face (Televisiefilm, 2005) - Verpleegster
- From Venus (2005) - The Avatrix
- Book of Ruth (2008) - Beth (Post-productie)
- Shattered Glory (2009) - Lauren (Pre-productie)

- Bibliothèque nationale de France: cb14187503n (data)
- International Standard Name Identifier: 0000 0000 6309 9571
- Library of Congress Control Number: n2017035170
- MusicBrainz: 71993106-2fc4-4089-b07a-5e8d88057355
- Virtual International Authority File: 42050713